# Raymond Prudhomme
Raymond Prudhomme (21 augustus 1928) is een gewezen Belgische atleet, die gespecialiseerd was in het speerwerpen.

## Biografie
Prudhomme werd in 1947 voor het eerst Belgisch kampioen speerwerpen. In 1950 nam hij op dit nummer deel aan de  Europese kampioenschappen in Brussel. Hij werd uitgeschakeld in de kwalificaties. Het jaar nadien volgde nog een tweede Belgische titel.
Hij was ook van 1945 tot 1962 voetballer bij CS Schaerbeek en scoorde redelijk wat doelpunten.

### Clubs
Prud’homme was aangesloten bij CA Schaarbeek.

## Belgische kampioenschappen
| Onderdeel   | Jaar       |
| ----------- | ---------- |
| speerwerpen | 1947, 1951 |

## Palmares
speerwerpen
- 1947:  BK AC – 53,10 m
- 1948:  BK AC – 51,89 m
- 1950:  BK AC – 52,74 m
- 1950: 16e in kwal. EK in Brussel – 46,35 m
- 1951:  BK AC – 53,69 m